# Soojin (piosenkarka)
Seo Soojin (kor. 서수진; ur. 9 marca 1998 w Hwaseong), znana jako Soojin – południowokoreańska piosenkarka należąca do wytwórni BRD Communications. Była członkinią południowokoreańskiej grupy (G)I-dle pod wytwórnią Cube Entertainment.

## Wczesne życie
Soojin urodziła się 9 marca 1998 w Hwaseong, w prowincji Gyeonggi, w Korei Południowej. Uczęszczała do Waw Middle School w Hwaseong. Później uczyła się tańca jazzowego i taekwondo podczas studiów w Korean Arts High School. Od początku swojego życia chciała być piosenkarką.

## Kariera

### Przed debiutem
Soojin była stażystką w DN Entertainment i pierwotnie miała być członkinią południowokoreańskiej grupy Vividiva. Brała udział w kilku występach i sesjach zdjęciowych zespołu, ale opuściła grupę w 2015 roku.
W 2016 roku Soojin został stażystką w Cube Entertainment. W latach 2017–2018 wystąpiła w teledyskach  Soyeon do piosenek „Jelly” i „Idle Song” jako tancerka w masce.

### 2018–2020: Debiut z (G)I-dle
W 2018 roku Cube Entertainment ujawniło, że Soojin będzie członkinią zespołu (G)I-dle. Grupa zadebiutowała 2 maja 2018 roku wydając minialbum I Am i jego główny singiel „Latata”.
22 października 2020 roku Cube Entertainment ogłosiło, że Soojin doznała skręcenia kostki podczas ćwiczenia choreografii, w związku z czym nie może uczestniczyć w nadchodzących wydarzeniach grupy.

### 2021–2022: Oskarżenia o znęcanie się, odejście z (G)I-dle i Cube Entertainment
4 marca 2021 roku ogłoszono, że Soojin tymczasowo wstrzyma wszelką działalność w grupie w związku z oskarżeniami o znęcanie się nad byłymi kolegami z klasy. 14 sierpnia Cube Entertainment ogłosiło, że Soojin oficjalnie opuszcza (G)I-dle, chociaż pozostanie w wytwórni, a (G)I-dle, po jej odejściu, będzie kontynuować działalność jako pięcioosobowa grupa. 
5 marca 2022 roku Cube Entertainment ogłosiło, że oficjalnie rozwiązało kontrakt z Soojin po tym, jak dochodzenie policyjne wykazało, że oskarżyciele mówili prawdę. 8 września przedstawiciel prawny Soojin wydał w jej imieniu oświadczenie, w którym stwierdził, że Soojin nigdy nie dopuściła się żadnego aktu przemocy w szkole i nie będzie podejmować dalszych kroków prawnych. 

### Od 2023: Nowa wytwórnia i debiut solowy
16 października 2023 roku ogłoszono, że Soojin podpisała kontrakt z wytwórnią BRD Communications i przygotowuje się do solowego debiutu w tym samym miesiącu. 25 października ukazał się film z występem tanecznym, zatytułowany „Black Forest”, zapowiadający jej nadchodzący solowy debiut. 8 listopada Soojin wydała swój debiutancki minialbum Agassy i jego główny singiel o tym samym tytule.
23 maja 2024 roku Soojin wydała swój drugi minialbum Rizz i jego główny singiel „Mona Lisa”.

## Dyskografia

### Solowa

#### Minialbumy
| Rok  | Dane dot. albumu                                                                                             | Najwyższa pozycja | Sprzedaż        |
| Rok  | Dane dot. albumu                                                                                             | KOR               | Sprzedaż        |
| ---- | --- | ----------------- | --------------- |
| 2023 | Agassy - Wydany: 8 listopada 2023 - Wytwórnia: BRD Communications - Formaty: CD, digital download, streaming | 7                 | - KOR: 107 726+ |
| 2024 | Rizz - Wydany: 23 maja 2024 - Wytwórnia: BRD Communications - Formaty: CD, digital download, streaming       | 7                 | - KOR: 71 184+  |

#### Single
| Rok  | Tytuł             | Najwyższa pozycja | Album  |
| Rok  | Tytuł             | KOR Down.         | Album  |
| ---- | ----------------- | ----------------- | ------ |
| 2023 | „Agassy” (아가씨) | 84                | Agassy |
| 2024 | „Mona Lisa”       | 172               | Rizz   |

## Filmografia

### Programy rozrywkowe
| Rok  | Tytuł                         | Notatka          | Źr.    |
| ---- | ----------------------------- | ---------------- | ------ |
| 2020 | Minnie Soojin's i'M THE TREND | Członkini obsady | [ 25 ] |